# Судзін (Польща)
Судзін (пол. Sudzin) — село в Польщі, у гміні Житно Радомщанського повіту Лодзинського воєводства.
Населення — 53 особи (2011).
У 1975-1998 роках село належало до Ченстоховського воєводства.

## Демографія
Демографічна структура станом на 31 березня 2011 року:
|          | Загалом | Допрацездатний вік | Працездатний вік | Постпрацездатний вік |
| -------- | ------- | ------------------ | ---------------- | -------------------- |
| Чоловіки | 30      | 9                  | 19               | 2                    |
| Жінки    | 23      | 5                  | 11               | 7                    |
| Разом    | 53      | 14                 | 30               | 9                    |